# Општина Киешд (Салаж)
Киешд (рум. Chieşd) општина је у Румунији у округу Салаж.
Oпштина се налази на надморској висини од 199 m.